# Amr Waked
Amr Waked (arabe : عمر واكد), né le 12 avril 1973 au Caire (Égypte), est un acteur de cinéma et de télévision égyptien, ainsi qu'un acteur de théâtre, connu pour ses rôles où il interprète des personnages moyen-orientaux ou méditerranéens. Il a incarné en particulier le rôle d'un chef terroriste dans le film de 2005, Syriana, et le rôle d'un policier dans Lucy (Luc Besson, 2014). Polyglotte, il tourne en égyptien, en arabe, en anglais, en français, en espagnol et en italien.
En 2019, un tribunal militaire égyptien le condamne à huit ans de prison pour avoir diffusé de fausses nouvelles et insulté des institutions étatiques ; les autorités refusent de lui délivrer un passeport. Depuis 2017, il réside en Espagne.
Depuis 1995, il est diplômé de l'Université américaine au Caire, où il a fait une licence d'économie et de science politique et où sa mère enseigne. C'est aussi là qu'il se prend de passion pour le théâtre. 
Amr Waked obtient son premier rôle dans le film Gannet Al-Shayatein (Osama Fawzi, 1999), et connait la célébrité avec le film Ashab wala Biznes (Ali Idris, 2001). En 2003, il remporte le prix de meilleur acteur dans un rôle secondaire dans le film Deil Al-Samaka au Festival du film d’Alexandrie.

## Filmographie

### Cinéma

#### Longs métrages
- 1999 : Fallen Angels (Gannat al shayateen) d'Osama Fawzy : Nonna
- 2001 : Friends or Business (Ashab wala business) d'Ali Idris : Gehad
- 2003 : Sleepless Nights (Sahar el layaly) de Hani Khalifa : voix
- 2003 : The Fish's Tail (Dail el samakah) de Samir Seif : Ahmed
- 2004 : Tito de Tarek Alarian : Fares
- 2004 : Best Times (Ahla al awkat) de Hala Khalil : Hinsham
- 2004 : From an Eye Look (Men nazret ain) d'Ihab Lamey : Akram
- 2004 : Auntie Faransa (Khalti Faransa) d'Ali Ragab : Youssef
- 2004 : Sib wana sib de Wael Sharkes : Karim
- 2005 : Syriana de Stephen Gaghan : Mohammed Sheik Agiza
- 2005 : The Gazelle's Blood (Dam el ghazal) de Mohamed Yasine : Atef
- 2005 : Talk about Love (Kalam fel hob) d'Ali Idris : Hassan
- 2006 : Special Relationships d'Ihab Lamey
- 2008 : L'Aquarium (Genenet al asmak) de Yousry Nasrallah : Youssef
- 2009 : Al Mosafer d'Ahmed Maher : Fu'ad
- 2009 : The Suspect de Mohamed Hamdi : Magdi / Mutazz
- 2009 : Ibrahim Labyad de Marwan Hamed : Ashry
- 2010 : Il padre e lo straniero de Ricky Tognazzi : Walid
- 2011 : Contagion de Steven Soderbergh : Rafik (non crédité)
- 2011 : 18 jours
- 2012 : Des saumons dans le désert (Salmon Fishing in the Yemen) de Lasse Hallström : Cheikh Muhammed
- 2012 : Winter of Discontent (El sheita elli fat) d'Ibrahim El Batout : Amr
- 2013 : Colt 45 de Fabrice du Welz : Baron
- 2014 : Lucy de Luc Besson : Capitaine Pierre Del Rio
- 2014 : The Blue Mauritius : Lucien
- 2014 : El Ott d'Ibrahim El-Batout : El-Ott "Le Chat"
- 2016 : Writing on Snow de Rashid Masharawi : Dark Man
- 2017 : El-Qird Beyitkallem de Peter Mimi et Muhammad Bedair : Taha El-Shinnawi
- 2017 : Geostorm de Dean Devlin : Ray Dusette
- 2020 : Wonder Woman 1984 de Patty Jenkins : l'Émir Saïd Bin Abydos
- 2021 : Super-héros malgré lui de Philippe Lacheau : le schizo
- 2022 : Under Spanish Skies de Nathan Buck : Ibn al-Jatib
- 2022 : Les Bâtisseurs de l'Alhambra (Los constructores de la Alhambra) d'Isabel Fernandez : Ibn al-Jatib
- 2023 : Le Jeu de la reine (Firebrand) de Karim Aïnouz : Dr. Mulay Al Farabi
- 2025 : Urchin de Harris Dickinson : Franco
- 2025 : L'Etrangère de Gaya Jiji : Iyad

#### Courts métrages
- 2001 : Lilly de Marwan Hamed : Cheikh Abd El Aal
- 2009 : Al gondorji d'Ahd : Saber
- 2010 : The Road to Atalia d'Abu Bakr Shawky : Amer

#### Séries télévisées
- 2001 : Hadith Alsabah wa Almassaa : Nakshabandi
- 2006 : Children of Streets : Tareq
- 2007 : Lahzat harega : Dr. Ramy
  - (Asdeqa'a wa zomala'a)
  - (Al fasl al awal)
  - (Bedayat gedida)
  - (Awel youm)
- 2008 : House of Saddam (mini-série, 3 épisodes) : Hussein Kamel
- 2010 : Al-Gamaa'a : Guest Apperance
- 2010 : Ayza Atgawez
- 2010 : Reesh Naam
- 2011 : Doors of Fear - Abwab El Khouf : Adam Yassin
- 2012 : Engrenages (saison 4, 7 épisodes) : Yannis
- 2013 : Odysseus de Stéphane Giusti : Eukaristos
  - (Ulysse est vivant)
  - (Faut-il tuer Télémaque?)
- 2013 : Le Vol des cigognes (mini-série) de Jan Kounen : Dr. Djuric
  - (saison 1, épisode 01 : A Solo Journey)
  - (saison 1, épisode 02 : Fall in Hell)
- 2014 : Marco Polo : Youssouf, le vice-régent du Khan
- 2017 : Riviera : Karim Delormes
- 2019-2022 : Ramy : Farouk Hassan, le père de Ramy
- 2024 : The Listeners : Omar

#### Téléfilms
- 2008 : The Shooting of Thomas Hurndall de Rowan Joffé : Mohamed
- 2011 : Hekayet ElThawra d'Ahmad Haddad : Protester

## Distinctions
- 1999 : Prix spécial des journalistes et critiques de cinéma au Festival international du film d’Alexandrie pour les pays méditerranéens (AIFF)
- 1999 : Prix du meilleur acteur dans un second rôle au Festival international du film d’Alexandrie pour Gannat al shayateen[1]
- 2003 : Prix du meilleur acteur au Festival international du film d’Alexandrie pour Dail el samakah[1]
- 2006 : Prix spécial pour la place des Arabes dans le cinéma international au Festival international du film du Caire pour Syriana
- 2006 : Prix Horus du meilleur second rôle au Festival national du Caire du cinéma égyptien pour Dam el ghazal
- 2010 : Meilleur acteur pour le second rôle au Festival national du Caire pour le cinéma égyptien pour Ibrahim Labyad
- 2013 : Prix du meilleur acteur au Festival international du film de Dubaï pour le film égyptien Winter of Discontent